# Інститут інформації, безпеки і права Національної академії правових наук України
Інститут інформації, безпеки і права Національної академії правових наук України (ДНУ ІІБП НАПрН України) — державна науково-дослідна установа, яка входить до складу Національної академії правових наук України та функціонує на засадах самоврядування відповідно до законодавства України. В 2021 році на базі НДІІП НАПрН України було утворено Державну наукову установу «Інститут інформації, безпеки і права Національної академії правових наук України» (ДНУ ІІБП НАПрН України).

## Головні завдання
Відповідно до Статуту головними завданнями Інституту є: проведення комплексних фундаментальних і прикладних досліджень з метою одержання нових знань з теоретико-правових проблем розбудови інформаційного суспільства та інтеграції України у світовий інформаційний простір, в галузі інформаційного права, правової інформатики та інформаційної безпеки, розробки і впровадження у практику сучасних методів і засобів обробки даних, електронних систем і баз даних в галузі держави і права, сприяння державним органам у розвиткові України як демократичної, правової, соціальної держави.

## Історія Інституту
Стрімкий розвиток інформаційно-комунікаційних технологій (ІКТ) в Україні та світі, їх впровадження, практично, у всі сфери суспільного життя створило необхідність унормування нових інформаційних відносин.
Початком системної роботи в Україні у сфері інформатизації можна вважати 4 лютого 1998 року, коли вперше на пострадянському просторі було прийнято закони України «Про Концепцію національної програми інформатизації» та «Про Національну програму інформатизації», що стало передумовою для формування у 1999 році у складі Академії правових наук України Центру правової інформатики, а згодом, відповідно до постанови Кабінету Міністрів України № 671 від 21.06.2001 р., було створено Науково-дослідний центр правової інформатики з правами науково-дослідного інституту (НДЦПІ НАПрН України) у складі Академії правових наук України (з 2010 року — Національної академії правових наук України).
Згідно з постановою Кабінету Міністрів України від 26 грудня 2011 року № 1375 «Про затвердження Статуту Національної академії правових наук України», постановою Президії НАПрН України від 25.05.2012 р. № 82/11 та постановою Кабінету Міністрів України від 3 жовтня 2012 року № 902 «Про внесення змін до постанов Кабінету Міністрів України від 18 серпня 1999 року № 1518 та від 23 травня 2012 року № 486» назву Науково-дослідного центру правової інформатики НАПрН України було змінено на Науково-дослідний інститут інформатики і права Національної академії правових наук України (НДІІП НАПрН України).
У 2001–2010 рр. Науково-дослідний центр правової інформатики очолював Швець Микола Якович — доктор економічних наук, професор, член-кореспондент НАПрН України, академік Української академії інформатики, заслужений діяч науки і техніки України.
З 2010 р. наукову установу очолює Пилипчук Володимир Григорович — доктор юридичних наук, професор, член-кореспондент НАПрН України, академік Академії наук Вищої школи України, заслужений діяч науки і техніки України.

## Напрямки досліджень
Пріоритетні напрямки наукових досліджень Інституту:
- теоретико-правові основи становлення і розвитку інформаційного суспільства, забезпечення прав і свобод людини і громадянина в інформаційній сфері;
- теоретико-методологічні засади правового регулювання інформаційної діяльності, розвитку інформаційного права та інформаційного законодавства України;
- актуальні проблеми правової інформатики та системної інформатизації нормотворчої, правозастосовної і правоосвітньої діяльності;
- розробка і впровадження інформаційно-правових підсистем електронного парламенту та уряду, електронних систем і баз даних в галузі держави і права;
- правові засади захисту персональних даних, інформації з обмеженим доступом, технічного захисту інформації та інших проблем інформаційної безпеки в умовах глобалізації;
- проблеми юридичної відповідальності та протидії правопорушенням в інформаційній сфері;
- досвід іноземних країн та історичний досвід правового регулювання в інформаційній сфері, проблеми імплементації норм міжнародного інформаційного права в законодавство України.

## Структура Інституту

### Наукові підрозділи
Науковий відділ теорії та історії інформаційного права — проводить дослідження теорії інформаційного права, теоретико-правових основ становлення і розвитку інформаційного суспільства, теорії і практики забезпечення прав і свобод людини в інформаційній сфері, відповідного іноземного та історичного досвіду;
Науковий відділ правових проблем інформаційної діяльності — досліджує актуальні проблеми інформаційних відносин та інформаційної діяльності, становлення і розвитку національного інформаційного законодавства, імплементації норм міжнародного інформаційного права в законодавство України, юридичної відповідальності за злочини та інші правопорушення в інформаційній сфері;
Науковий відділ правових проблем інформаційної безпеки — проводить дослідження сучасних викликів і загроз інформаційній безпеці та міжнародно-правових проблем інтеграції України у світовий інформаційний простір, актуальних правових проблем захисту інформації та безпеки людини, суспільства і держави в інформаційній сфері;
Науковий центр проблем інформатизації законодавчого процесу та управління — проводить дослідження з актуальних проблем правової інформатики, інформатизації та розвитку національної системи правової інформації, проблем електронного парламенту та урядування, розробляє, впроваджує і забезпечує підтримку електронних систем і баз даних в галузі держави і права;
Навчально-науковий центр інформаційного права і правових питань  інформаційних технологій НТУУ "КПІ" та НДІІП НАПрН України — здійснює наукові дослідження з актуальних проблем правового регулювання суспільних інформаційних відносин та відносин, що виникають у зв’язку з розробкою і застосуванням інформаційних технологій і забезпеченням інформаційної безпеки, а також бере участь у підготовці фахівців освітньо-кваліфікаційного рівня «магістр», «спеціаліст» і «бакалавр» у сфері інформаційного права та правових питань інформаційних технологій;
Науковий організаційний сектор — здійснює науково-організаційне і документальне забезпечення діяльності Науково-дослідного інституту інформатики і права та Координаційного бюро з інформаційного права та інформаційної безпеки, бере участь у підготовці та проведенні наукових конференції, семінарів, круглих столів та інших заходів, забезпечує наукове та міжнародне співробітництво НДІІП НАПрН України.

### Центри
З метою формування і розвитку наукових шкіл та проведення актуальних наукових досліджень в галузі інформаційного права, правової інформатики та інформаційної безпеки згідно з рішеннями Вченої ради створюються та функціонують (на громадських засадах) центри (за напрямами наукової діяльності) при НДІІП НАПрН України:
- Центр філософії інформаційного права
- Центр інформаційного та соціально-правового моделювання
- Центр проблем інформології і права
- Центр проблем методології інформаційного права
- Центр проблем інформаційного правопорядку
- Центр інформаційно-правових проблем колективної безпеки
- Центр науково-правових експертиз та прогнозування.

### Дирекція
- Пилипчук Володимир Григорович — директор.
- Фурашев Володимир Миколайович — перший заступник директора з наукової роботи.
- Леонов Дмитро Борисович — заступник директора з загальних питань.
- Савінова Наталія Андріївна — т.в.о. вченого секретаря Інституту.
- Лебединська Олена Володимирівна — головний бухгалтер.

## Видання Інституту

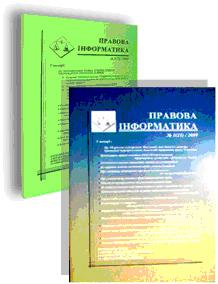

Фахові періодичні видання Інституту:
- Інформація і право[4]
- Правова інформатика[5]